# Толстова, Лада Сергеевна
Лада Сергеевна Толстова (10 сентября 1927, Москва — 28 октября 1991, Нукус) — известный советский историк, этнограф.

## Биография
Лада Сергеевна Толстова родилась в 1927 году в Москве в семье известных учёных С. П. Толстова (1907—1976) и Т. А. Трофимовой (1905—1986).
В 1951 году окончила исторический факультет МГУ, где училась на кафедре этнографии. Участвовала в работе Хорезмской археологической экспедиции, руководителем которой был её отец.
Л. С. Толстова умерла 28 октября 1991 г. в Нукусе.

## Научная деятельность
В 1955 г. защитила кандидатскую диссертацию «Каракалпаки Ферганской долины (Историко-этнографический очерк)».
С 1955 по 1969 г. Л. С. Толстова работала в Нукусе сначала в Каракалпакском государственном педагогическом институте (до 1959 г.), затем в Институте истории, языка и литературы Каракалпакского филиала Академии наук Узбекистана.
С 1969 г., переехав в Москву, начала работать в секторе Средней Азии и Казахстана Института этнографии АН СССР.
Научные интересы Л. С. Толстовой были связаны с этнографией народов Приаралья, в основном каракалпаков. Она изучала локальные группы каракалпаков в историко-этнографическом аспекте на основе многих исторических источников и собственных полевых материалов, собирая исторические сведения, предания и легенды этих групп. Одной из проблем, которую она тщательно изучала была древнейшая история и этногенез каракалпаков и хорезмских узбеков.
Л. С. Толстова стала разрабатывать проблему юго-западных этнокультурных связей в этногенезе и древнейшей этнической истории народов Приаралья.